# Copa del Mundo de Esquí Alpino
La Copa del Mundo de Esquí Alpino es una competición internacional que se celebra anualmente desde la temporada 1966/67, organizada por la Federación Internacional de Esquí (FIS).

## Organización
Esta competición se realiza en la temporada de deportes invernales del hemisferio norte (de noviembre a marzo) en diversas localidades de esquí alpino de Europa y América del Norte y, ocasionalmente, en Japón y Corea del Sur. Cada temporada se planean dos circuitos separados para los hombres y las mujeres y sólo al inicio (con un eslalon gigante en Soelden, Austria) y en las finales de la competición, se celebran conjuntamente en el mismo sitio. 
Se celebran simultáneamente cinco competiciones para cada sexo, correspondientes a las especialidades de descenso, súper gigante, eslalon, eslalon gigante y, recientemente, la supercombinada. Cada esquiador puede participar en una o más competiciones, de acuerdo con sus condiciones y capacidades. Hay una clasificación por cada especialidad y una en general.

## Ganadores
| Temp.   | Hombres                 | Mujeres               |
| ------- | ----------------------- | --------------------- |
| 1966/67 | Jean-Claude Killy       | Nancy Greene          |
| 1967/68 | Jean-Claude Killy       | Nancy Greene          |
| 1968/69 | Karl Schranz            | Gertrude Gabl         |
| 1969/70 | Karl Schranz            | Michèle Jacot         |
| 1970/71 | Gustav Thöni            | Annemarie Moser-Pröll |
| 1971/72 | Gustav Thöni            | Annemarie Moser-Pröll |
| 1972/73 | Gustav Thöni            | Annemarie Moser-Pröll |
| 1973/74 | Piero Gros              | Annemarie Moser-Pröll |
| 1974/75 | Gustav Thöni            | Annemarie Moser-Pröll |
| 1975/76 | Ingemar Stenmark        | Rosi Mittermaier      |
| 1976/77 | Ingemar Stenmark        | Lise-Marie Morerod    |
| 1977/78 | Ingemar Stenmark        | Hanni Wenzel          |
| 1978/79 | Peter Lüscher           | Annemarie Moser-Pröll |
| 1979/80 | Andreas Wenzel          | Hanni Wenzel          |
| 1980/81 | Phil Mahre              | Marie-Theres Nadig    |
| 1981/82 | Phil Mahre              | Erika Hess            |
| 1982/83 | Phil Mahre              | Tamara McKinney       |
| 1983/84 | Pirmin Zurbriggen       | Erika Hess            |
| 1984/85 | Marc Girardelli         | Michela Figini        |
| 1985/86 | Marc Girardelli         | Maria Walliser        |
| 1986/87 | Pirmin Zurbriggen       | Maria Walliser        |
| 1987/88 | Pirmin Zurbriggen       | Michela Figini        |
| 1988/89 | Marc Girardelli         | Vreni Schneider       |
| 1989/90 | Pirmin Zurbriggen       | Petra Kronberger      |
| 1990/91 | Marc Girardelli         | Petra Kronberger      |
| 1991/92 | Paul Accola             | Petra Kronberger      |
| 1992/93 | Marc Girardelli         | Anita Wachter         |
| 1993/94 | Kjetil André Aamodt     | Vreni Schneider       |
| 1994/95 | Alberto Tomba           | Vreni Schneider       |
| 1995/96 | Lasse Kjus              | Katja Seizinger       |
| 1996/97 | Luc Alphand             | Pernilla Wiberg       |
| 1997/98 | Hermann Maier           | Katja Seizinger       |
| 1998/99 | Lasse Kjus              | Alexandra Meissnitzer |
| 1999/00 | Hermann Maier           | Renate Götschl        |
| 2000/01 | Hermann Maier           | Janica Kostelić       |
| 2001/02 | Stephan Eberharter      | Michaela Dorfmeister  |
| 2002/03 | Stephan Eberharter      | Janica Kostelić       |
| 2003/04 | Hermann Maier           | Anja Pärson           |
| 2004/05 | Bode Miller             | Anja Pärson           |
| 2005/06 | Benjamin Raich          | Janica Kostelić       |
| 2006/07 | Aksel Lund Svindal      | Nicole Hosp           |
| 2007/08 | Bode Miller             | Lindsey Vonn          |
| 2008/09 | Aksel Lund Svindal      | Lindsey Vonn          |
| 2009/10 | Carlo Janka             | Lindsey Vonn          |
| 2010/11 | Ivica Kostelić          | Maria Riesch          |
| 2011/12 | Marcel Hirscher         | Lindsey Vonn          |
| 2012/13 | Marcel Hirscher         | Tina Maze             |
| 2013/14 | Marcel Hirscher         | Anna Fenninger        |
| 2014/15 | Marcel Hirscher         | Anna Fenninger        |
| 2015/16 | Marcel Hirscher         | Lara Gut              |
| 2016/17 | Marcel Hirscher         | Mikaela Shiffrin      |
| 2017/18 | Marcel Hirscher         | Mikaela Shiffrin      |
| 2018/19 | Marcel Hirscher         | Mikaela Shiffrin      |
| 2019/20 | Aleksander Aamodt Kilde | Federica Brignone     |
| 2020/21 | Alexis Pinturault       | Petra Vlhová          |
| 2021/22 | Marco Odermatt          | Mikaela Shiffrin      |
| 2022/23 | Marco Odermatt          | Mikaela Shiffrin      |
| 2023/24 | Marco Odermatt          | Lara Gut-Behrami      |
| 2024/25 | Marco Odermatt          | Federica Brignone     |

## Máximos ganadores

### Hombres
Los esquiadores con tres o más copas del mundo son:
| Nombre            | Años con victorias | Total |
| ----------------- | ------------------ | ----- |
| Marcel Hirscher   | 2012-19            | 8     |
| Marc Girardelli   | 1985-93            | 5     |
| Gustav Thöni      | 1971-75            | 4     |
| Pirmin Zurbriggen | 1984-90            | 4     |
| Hermann Maier     | 1998-2004          | 4     |
| Marco Odermatt    | 2022-25            | 4     |
| Phil Mahre        | 1981-83            | 3     |
| Ingemar Stenmark  | 1976-78            | 3     |

### Mujeres
Las esquiadoras con tres o más copas del mundo son:
| Nombre                | Años con victorias | Total |
| --------------------- | ------------------ | ----- |
| Annemarie Moser-Pröll | 1971-79            | 6     |
| Mikaela Shiffrin      | 2017-23            | 5     |
| Lindsey Vonn          | 2008-12            | 4     |
| Petra Kronberger      | 1990-92            | 3     |
| Vreni Schneider       | 1989-95            | 3     |
| Janica Kostelić       | 2001-06            | 3     |

## Calificación y puntuación
El total de esquiadores que participarán en cada disciplina se obtiene de la forma siguiente:
- Los mejores 25 esquiadores por disciplina hasta el momento según el sistema de puntuación de la FIS.
- Los esquiadores que hayan alcanzado al menos 400 puntos durante la temporada en su respectiva especialidad
- Si un esquiador obtiene 400 puntos o más en una temporada está automáticamente calificado para la siguiente.
- En caso de coincidir la competición con los Juegos Olímpicos, clasificarán automáticamente calificados los campeones olímpicos de cada disciplina, así como los campeones de la Copa del Mundo Juvenil.

Cada temporada se celebran varias competiciones en cada especialidad (entre 30 y 40 en total), donde se dan cita los respectivos esquiadores, quienes van recibiendo puntos de acuerdo al sistema de puntuación de la FIS:
- A los mejores 30 tiempos en total se les otorgan puntos de acuerdo a la tabla siguiente:

| Lugar | Puntos |
| ----- | ------ |
| 1.    | 100    |
| 2.    | 80     |
| 3.    | 60     |
| 4.    | 50     |
| 5.    | 45     |
| 6.    | 40     |
| 7.    | 36     |
| 8.    | 32     |
| 9.    | 29     |
| 10.   | 26     |
| 11.   | 24     |
| 12.   | 22     |
| 13.   | 20     |
| 14.   | 18     |
| 15.   | 16     |

| Lugar | Puntos |
| ----- | ------ |
| 16.   | 15     |
| 17.   | 14     |
| 18.   | 13     |
| 19.   | 12     |
| 20.   | 11     |
| 21.   | 10     |
| 22.   | 9      |
| 23.   | 8      |
| 24.   | 7      |
| 25.   | 6      |
| 26.   | 5      |
| 27.   | 4      |
| 28.   | 3      |
| 29.   | 2      |
| 30.   | 1      |

- Si un esquiador queda entre los mejores 30 lugares, pero su tiempo total es mayor en un 8% que el tiempo ganador, no se le otorgan puntos

- Si dos o más competidores alcanzan el mismo tiempo, a cada uno se le otorgan los puntos correspondientes según la tabla arriba presentada; el siguiente tiempo se ubicará en la posición inmediata posterior contando los competidores totales anteriores.

Se entrega un trofeo, el globo de cristal, al esquiador y esquiadora que mejor puntuación haya alcanzado en cada especialidad del deporte invernal y también uno (el gran globo de cristal) al mejor en todas. Además existe la Copa de las Naciones que corresponde a la nación cuyos esquiadores hayan logrado la mayor puntuación total en la clasificación general. Así que cada temporada se disputan un total de 14 globos de cristal: 10 por especialidades y sexo, 2 grandes globos de cristal y dos por la Copa de las Naciones.